# Miron le Vieux
Miron le Vieux (Miron Ier de Roussillon, Miron Ier de Conflent et de Cerdagne) est comte de Conflent à partir de 870 (et de Cerdagne en association ou par délégation de son frère aîné Guifred le Velu) et comte du Roussillon à partir de 878, jusqu'à sa mort en 896. 
Il protège le monastère Saint-André d'Eixalada pour qui il obtient un diplôme de Charles le Chauve en 871. Ce monastère, devenu abbaye royale, l'aide dans sa conquête du Roussillon en 878. Après la destruction de Saint-André d'Eixalada par une inondation en 878, il aide les moines à déménager et à créer l'abbaye Saint-Michel de Cuxa.
Il préside en 873, en compagnie de son frère Guifred le Velu comte de Barcelone et de ses "cousins" Acfred et Olibia II comtes de Carcassonne et Razès à la consécration de l'église de Formiguères en Capcir, alors dans le comté de Razès.
Frère de Guifred le Velu, ce dernier hérite des titres de Miron en 896 pour moins d'un an, car il meurt en 897. Miron II (le jeune), fils de Guifred et neveu de Miron le Vieux, hérite alors de la Cerdagne, de Berga, du Conflent.